# Moca panopta
Moca panopta är en fjärilsart som beskrevs av Edward Meyrick 1906. Moca panopta ingår i släktet Moca och familjen Immidae. Inga underarter finns listade i Catalogue of Life.